# Jinhe (köping i Kina, Henan)
Jinhe (kinesiska: 金河, 金河镇) är en köping i Kina. Den ligger i provinsen Henan, i den centrala delen av landet, omkring 280 kilometer sydväst om provinshuvudstaden Zhengzhou. Antalet invånare är 41 560. Befolkningen består av 19 582 kvinnor och 21 978 män. Barn under 15 år utgör 22,0 %, vuxna 15-64 år 70 %, och äldre över 65 år 7,0 %.
Genomsnittlig årsnederbörd är 904 millimeter. Den regnigaste månaden är juli, med i genomsnitt 157 mm nederbörd, och den torraste är januari, med 6 mm nederbörd.